# Wilhelm Ott (Theologe)
Wilhelm Ott (* 3. Januar 1938 in Gerolzhofen) ist ein deutscher römisch-katholischer Theologe und Computer-Philologe.

## Leben
Von 1949 bis 1957 besuchte er das Riemenschneider-Gymnasium und von 1957 bis 1966 studierte er Philosophie, Theologie und Altphilologie in Rom, Würzburg, Tübingen und München. Nach der Promotion zum Dr. theol. an der Universität Würzburg 1965 war er von 1966 bis 2003 wissenschaftlicher Angestellter für Computeranwendungen in den Geisteswissenschaften im Rechenzentrum der Universität Tübingen und Mitentwickler des Textverwaltungsprogramms TUSTEP. 2015 sprach Ott in einem Interview mit Julianne Nyhan über seine Forschung hinsichtlich Computeranwendungen in den späten 1960er Jahren in Deutschland.

## Schriften (Auswahl)
- Gebet und Heil. Die Bedeutung der Gebetsparänese in der lukanischen Theologie (= Studien zum Alten und Neuen Testament Band 12). Kösel, München 1965, OCLC 781113858 (zugleich Dissertation, Würzburg 1965).
- Metrische Analysen zur Ars poetica des Horaz (= Göppinger akademische Beiträge Band 6). Kümmerle, Göppingen 1970, ISBN 3-87452-027-7.
- Metrische Analysen zu Vergil. Aeneis Buch VI (= Materialien zu Metrik und Stilistik Band 1). Niemeyer, Tübingen 1973, ISBN 3-484-60030-6.
- Metrische Analysen zu Vergil. Aeneis Buch I (= Materialien zu Metrik und Stilistik Band 2). Niemeyer, Tübingen 1973, ISBN 3-484-60031-4.